# Janusz A. Zajdel

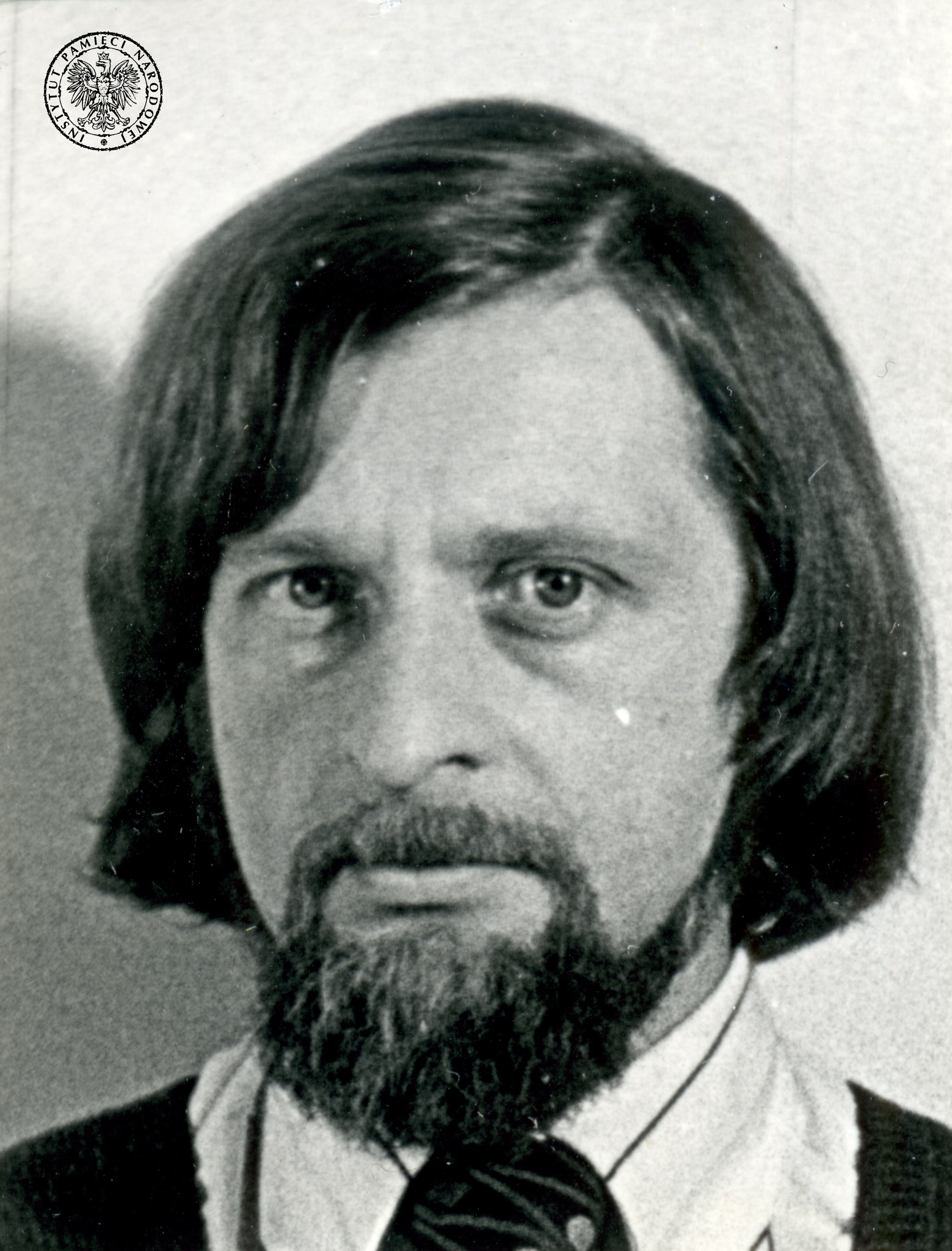
Janusz Zajdel

Janusz Andrzej Zajdel (* 15. August 1938 in Warschau; † 19. Juli 1985 ebenda) war ein polnischer Schriftsteller. Er zählt zu den bedeutendsten Science-Fiction-Autoren Polens.

## Leben
Zajdel studierte Physik an der mathematisch-physikalischen Fakultät der Universität Warschau, dann arbeitete er in einem Labor als Kernphysiker im Bereich Strahlenschutz. Am Anfang der 1980er Jahre gehörte er zu den Gründern des Verbandes von Solidarność in seiner Betriebsstätte.
Zajdel debütierte als Schriftsteller mit der Novelle Tau Wieloryba, die in der Zeitschrift Młody Technik veröffentlicht wurde. Später veröffentlichte er über 50 Novellen.
Den ersten Roman, Lalande 21185, veröffentlichte er im Jahr 1966, Prawo do powrotu im Jahr 1975. Sein Roman Cylinder van Troffa wurde 1980 veröffentlicht. In dem Buch wurde eine totalitär organisierte Gesellschaft beschrieben, später das Hauptthema von Zajdels Werken. Diese von ihm in der polnischen Science-Fiction-Literatur begründete Subgattung fand zahlreiche Nachahmer wie Andrzej Krzepkowski, Marek Oramus und Maciej Parowski.
Zajdels Werke wurden in zahlreiche Fremdsprachen übersetzt, darunter Deutsch, Englisch und Russisch. Im Jahr 1973 bekam er den Preis Magnum Trophaeum für seine in Młody Technik veröffentlichten Novellen. 1980 folgte ein Preis des Kultusministeriums für Cylinder van Troffa, 1984 Złota Sepulka für Wyjście z cienia. Im selben Jahr erhielt er den Sfinks-Preis für den Roman Paradyzja; nach dem Tod Zajdels wurde der Preis in Janusz-A.-Zajdel-Preis umbenannt.

## Werke
Romane
- Lalande 21185. 1966.
- Prawo do powrotu. 1975.
  - Deutsch: Unterwegs zum Kalten Stern. Wissenschaftlich-phantastische Erzählung. (= Kompaß-Bücherei. 253). Übersetzt von Hubert Schumann. Verlag Neues Leben, Berlin 1979.
- Cylinder van Troffa. 1980.
- Limes inferior. 1982.
  - Deutsch: Limes inferior. Übersetzt von Roswitha Matwin-Buschmann. Reclam-Verlag, Leipzig 1993, ISBN 3-379-01484-2.
- Cała prawda o planecie Ksi. 1983.
- Wyjście z cienia. 1983.
- Paradyzja. 1984.
- Drugie spojrzenie na planetę Ksi. 2014.

Sammlungen
- Jad mantezji. 1965.
- Przejście przez lustro. 1975.
- Iluzyt. 1976.
- Feniks. 1981.
- Ogon diabła. 1982.
- Dokąd jedzie ten tramwaj? 1988.
- Wyższe racje (1988)
- List pożegnalny. 1989.
- Relacja z pierwszej ręki. 2010.

Deutsche Zusammenstellung:
- In Sonnennähe. Phantastische Erzählungen. (= SF Utopia). Übersetzt von Ursula Ciupek, Illustrationen von Feliks Büttner. Verlag Das Neue Berlin, 1988, ISBN 3-360-00188-5.

Erzählungen und Novellen
- Robot numer trzy. 1962.
  - Deutsch: Roboter Nr. 3. In: In Sonnennähe. 1979.
- Towarzysz podróży. 1963.
  - Deutsch: Der Reisegefährte. In: Johannes Jankowiak (Hrsg.): Galaxisspatzen. Das Neue Berlin, 1975.
- Blisko slońca. 1965.
  - Deutsch: In Sonnennähe. In: In Sonnennähe. 1979.
- Feniks. 1965.
  - Deutsch: Phönix. In: In Sonnennähe. 1979.
- Studnia. 1965.
  - Deutsch: Der Schacht. In: In Sonnennähe. 1979.
- Eksperyment. 1966.
- Kolejność umierania. 1966
  - Deutsch: Die Reihenfolge des Sterbens. In: In Sonnennähe. 1979.
- Telechronopator. 1966.
  - Deutsch: Der Telechronopathor. In: Johannes Jankowiak (Hrsg.): Galaxisspatzen. Das Neue Berlin, 1975.
- Dyżur. 1967.
  - Deutsch: Im Dienst. In: In Sonnennähe. 1979.
- Prognozja. 1968.
  - Deutsch: Prognosie. In: In Sonnennähe. 1979. Auch in: Klaus Staemmler (Hrsg.): Phantasma. Suhrkamp, 1982, ISBN 3-518-37326-9, (online) (Memento vom 26. Februar 2005 im Internet Archive).
- Dżuma, cholera i ciężka grypa. 1970.
- Wszystkowiedzący. 1971.
  - Deutsch: Der Allwissende. In: In Sonnennähe. 1979.
- Bunt. 1972.
  - Deutsch: Der Aufruhr. In: Horst Heidtmann (Hrsg.): Die gestohlenen Techmine. (= dtv phantastica. 1879). dtv, 1982, ISBN 3-423-01879-8. Auch in: In Sonnennähe. 1979.
- Uranofagia. 1972.
  - Deutsch: Uranophagie. In: In Sonnennähe. 1979.
- Metoda laboratoryjna. 1973.
- Raport z piwnicy. 1974.
- Metoda doktora Quina. 1975.
  - Deutsch: Die Methode des Dr. Quin. Übersetzt von Hubert Schumann, Illustrationen von Stephan Rosentha. Neues Leben (Das neue Abenteuer #411), 1981.
- Dokąd jedzie ten tramwaj? 1976.
  - Deutsch: Wohin fährt die Straßenbahn? In: In Sonnennähe. 1979.
- Dziki w kartoflisku. 1976.
  - Deutsch: Wildschweine im Kartoffelfeld. In: Peter Dehmel (Hrsg.): Die Erde und die Außerirdischen. Wurdack, Nittendorf 2012, ISBN 978-3-938065-85-3.
- Gra w zielone. 1976.
  - Deutsch: Es grünt so grün …. In: In Sonnennähe. 1979.
- Inspekcja. 1976.
  - Deutsch: Die Inspektion. In: In Sonnennähe. 1979.
- Po balu. 1976.
- Awaria. 1978.
- ... et in pulverem reverteris. 1979.
- Bogowie powracają do nieba. 1979.
  - Deutsch: Die Götter kehren in den Himmel zurück. In: Peter Dehmel (Hrsg.): Die Erde und die Außerirdischen. Wurdack, Nittendorf 2012, ISBN 978-3-938065-85-3.
- Epizod bez następstw. 1979.
- Skok dodatni. 1979.
  - Deutsch: Der positive Sprung. In: In Sonnennähe. 1979.
- Psy Agenora. 1980.
- Welcome on the Earth. 1981.
  - Deutsch: Welcome on the Earth. In: Peter Dehmel (Hrsg.): Die Erde und die Außerirdischen. Wurdack, Nittendorf 2012, ISBN 978-3-938065-85-3.
- Dzień liftera. 1982.
- Felicitas. 1982.
- Ogon diabła. 1982.
- Relacja z pierwszej ręki. 1982.
- Stan spoczynku. 1982.
- Woda życia. 1982.
- Wyjątkowo trudny teren. 1986.
- Próba. 1988.
  - Deutsch: Die Probe. In: Erik Simon (Hrsg.): Die Rekonstruktion des Menschen. (= SF-Utopia). Das Neue Berlin, 1988, ISBN 3-360-00846-5.